# Band (Einheit)
Band war ein Stückmaß in England und in Riga.
In England war es ein Stückmaß für Aale.
- 1 Band Aale = 10 Strikes = 250 Stück

In Riga war das Band nicht an bestimmte Ware gebunden.
- 1 Band = 30 Stück

- Böttcherei: 1 Band = 5 bis 7 Stück (Faßreifen)[1]
- Glaserei/Glashandel: 1 Band = 6 Stück (gleiche Glastafeln)